# Esteban Canal
Esteban Canal (ur. 19 kwietnia 1896 w Chiclayo, zm. 14 lutego 1981 w Varese) – włoski szachista pochodzenia peruwiańskiego.

## Kariera szachowa
Urodził się w Peru, w latach 20. XX wieku przeniósł się do Włoch (gdzie mieszkał do końca życia), wówczas też rozpoczął występy w turniejach międzynarodowych, pierwszy sukces odnosząc w 1923 w Trieście, gdzie zajął II miejsce (za Paulem Johnerem). W kolejnych latach osiągnął szereg znaczących rezultatów, m.in. dzielone II m. w Merano (1926, za Edgardem Colle, wspólnie z Dawidem Przepiórką i Rudolfem Spielmannem), II m. w Budapeszcie (1932), I m. w Budapeszcie (1933), dz. I-II m. w Reus (1936), I m. w Reggio Emilia (1947), dwukrotnie dz. II-III m. w Wenecji (1947 i 1948, za Miguelem Najdorfem, wspólnie z Gedeonem Barczą) oraz I m. w Wenecji (1953).
W 1950 w Dubrowniku jedyny raz w karierze wystąpił na szachowej olimpiadzie, reprezentując Peru na najtrudniejszej I szachownicy i zdobywając 4 pkt w 15 partiach. W tym samym roku Międzynarodowa Federacja Szachowa przyznała mu tytuł mistrza międzynarodowego, natomiast w 1977 otrzymał honorowy tytuł arcymistrza, za wyniki osiągnięte w przeszłości.
Według retrospektywnego systemu rankingowego Chessmetrics, najwyższą punktację osiągnął w marcu 1934 r., z wynikiem 2675 zajmował wówczas 8. miejsce na świecie.
Był autorem wydanego w 1948 w Mediolanie podręcznika gry środkowej pt. Strategia de Avamposti. W 1951 napisał również księgę turniejową poświęconą turniejowi w Reggio Emilii (I Torneo internationale di schacchi Reggio Emilia).
|   | a | b | c | d | e | f | g | h |   |
| 8 | c8 – Czarny król · d8 – Czarna wieża · g8 – Czarny skoczek · h8 – Czarna wieża · a7 – Czarny pionek · b7 – Czarny pionek · d7 – Czarny skoczek · f7 – Czarny pionek · g7 – Czarny pionek · h7 – Czarny pionek · c6 – Czarny pionek · e6 – Czarny pionek · a5 – Czarny hetman · b4 – Czarny goniec · d4 – Biały pionek · f4 – Biały goniec · a3 – Biały pionek · c3 – Biały skoczek · f3 – Biały hetman · h3 – Biały pionek · b2 – Biały pionek · c2 – Biały pionek · e2 – Biały goniec · f2 – Biały pionek · g2 – Biały pionek · a1 – Biała wieża · e1 – Biały król · h1 – Biała wieża | c8 – Czarny król · d8 – Czarna wieża · g8 – Czarny skoczek · h8 – Czarna wieża · a7 – Czarny pionek · b7 – Czarny pionek · d7 – Czarny skoczek · f7 – Czarny pionek · g7 – Czarny pionek · h7 – Czarny pionek · c6 – Czarny pionek · e6 – Czarny pionek · a5 – Czarny hetman · b4 – Czarny goniec · d4 – Biały pionek · f4 – Biały goniec · a3 – Biały pionek · c3 – Biały skoczek · f3 – Biały hetman · h3 – Biały pionek · b2 – Biały pionek · c2 – Biały pionek · e2 – Biały goniec · f2 – Biały pionek · g2 – Biały pionek · a1 – Biała wieża · e1 – Biały król · h1 – Biała wieża | c8 – Czarny król · d8 – Czarna wieża · g8 – Czarny skoczek · h8 – Czarna wieża · a7 – Czarny pionek · b7 – Czarny pionek · d7 – Czarny skoczek · f7 – Czarny pionek · g7 – Czarny pionek · h7 – Czarny pionek · c6 – Czarny pionek · e6 – Czarny pionek · a5 – Czarny hetman · b4 – Czarny goniec · d4 – Biały pionek · f4 – Biały goniec · a3 – Biały pionek · c3 – Biały skoczek · f3 – Biały hetman · h3 – Biały pionek · b2 – Biały pionek · c2 – Biały pionek · e2 – Biały goniec · f2 – Biały pionek · g2 – Biały pionek · a1 – Biała wieża · e1 – Biały król · h1 – Biała wieża | c8 – Czarny król · d8 – Czarna wieża · g8 – Czarny skoczek · h8 – Czarna wieża · a7 – Czarny pionek · b7 – Czarny pionek · d7 – Czarny skoczek · f7 – Czarny pionek · g7 – Czarny pionek · h7 – Czarny pionek · c6 – Czarny pionek · e6 – Czarny pionek · a5 – Czarny hetman · b4 – Czarny goniec · d4 – Biały pionek · f4 – Biały goniec · a3 – Biały pionek · c3 – Biały skoczek · f3 – Biały hetman · h3 – Biały pionek · b2 – Biały pionek · c2 – Biały pionek · e2 – Biały goniec · f2 – Biały pionek · g2 – Biały pionek · a1 – Biała wieża · e1 – Biały król · h1 – Biała wieża | c8 – Czarny król · d8 – Czarna wieża · g8 – Czarny skoczek · h8 – Czarna wieża · a7 – Czarny pionek · b7 – Czarny pionek · d7 – Czarny skoczek · f7 – Czarny pionek · g7 – Czarny pionek · h7 – Czarny pionek · c6 – Czarny pionek · e6 – Czarny pionek · a5 – Czarny hetman · b4 – Czarny goniec · d4 – Biały pionek · f4 – Biały goniec · a3 – Biały pionek · c3 – Biały skoczek · f3 – Biały hetman · h3 – Biały pionek · b2 – Biały pionek · c2 – Biały pionek · e2 – Biały goniec · f2 – Biały pionek · g2 – Biały pionek · a1 – Biała wieża · e1 – Biały król · h1 – Biała wieża | c8 – Czarny król · d8 – Czarna wieża · g8 – Czarny skoczek · h8 – Czarna wieża · a7 – Czarny pionek · b7 – Czarny pionek · d7 – Czarny skoczek · f7 – Czarny pionek · g7 – Czarny pionek · h7 – Czarny pionek · c6 – Czarny pionek · e6 – Czarny pionek · a5 – Czarny hetman · b4 – Czarny goniec · d4 – Biały pionek · f4 – Biały goniec · a3 – Biały pionek · c3 – Biały skoczek · f3 – Biały hetman · h3 – Biały pionek · b2 – Biały pionek · c2 – Biały pionek · e2 – Biały goniec · f2 – Biały pionek · g2 – Biały pionek · a1 – Biała wieża · e1 – Biały król · h1 – Biała wieża | c8 – Czarny król · d8 – Czarna wieża · g8 – Czarny skoczek · h8 – Czarna wieża · a7 – Czarny pionek · b7 – Czarny pionek · d7 – Czarny skoczek · f7 – Czarny pionek · g7 – Czarny pionek · h7 – Czarny pionek · c6 – Czarny pionek · e6 – Czarny pionek · a5 – Czarny hetman · b4 – Czarny goniec · d4 – Biały pionek · f4 – Biały goniec · a3 – Biały pionek · c3 – Biały skoczek · f3 – Biały hetman · h3 – Biały pionek · b2 – Biały pionek · c2 – Biały pionek · e2 – Biały goniec · f2 – Biały pionek · g2 – Biały pionek · a1 – Biała wieża · e1 – Biały król · h1 – Biała wieża | c8 – Czarny król · d8 – Czarna wieża · g8 – Czarny skoczek · h8 – Czarna wieża · a7 – Czarny pionek · b7 – Czarny pionek · d7 – Czarny skoczek · f7 – Czarny pionek · g7 – Czarny pionek · h7 – Czarny pionek · c6 – Czarny pionek · e6 – Czarny pionek · a5 – Czarny hetman · b4 – Czarny goniec · d4 – Biały pionek · f4 – Biały goniec · a3 – Biały pionek · c3 – Biały skoczek · f3 – Biały hetman · h3 – Biały pionek · b2 – Biały pionek · c2 – Biały pionek · e2 – Biały goniec · f2 – Biały pionek · g2 – Biały pionek · a1 – Biała wieża · e1 – Biały król · h1 – Biała wieża | 8 |
| 7 | c8 – Czarny król · d8 – Czarna wieża · g8 – Czarny skoczek · h8 – Czarna wieża · a7 – Czarny pionek · b7 – Czarny pionek · d7 – Czarny skoczek · f7 – Czarny pionek · g7 – Czarny pionek · h7 – Czarny pionek · c6 – Czarny pionek · e6 – Czarny pionek · a5 – Czarny hetman · b4 – Czarny goniec · d4 – Biały pionek · f4 – Biały goniec · a3 – Biały pionek · c3 – Biały skoczek · f3 – Biały hetman · h3 – Biały pionek · b2 – Biały pionek · c2 – Biały pionek · e2 – Biały goniec · f2 – Biały pionek · g2 – Biały pionek · a1 – Biała wieża · e1 – Biały król · h1 – Biała wieża | c8 – Czarny król · d8 – Czarna wieża · g8 – Czarny skoczek · h8 – Czarna wieża · a7 – Czarny pionek · b7 – Czarny pionek · d7 – Czarny skoczek · f7 – Czarny pionek · g7 – Czarny pionek · h7 – Czarny pionek · c6 – Czarny pionek · e6 – Czarny pionek · a5 – Czarny hetman · b4 – Czarny goniec · d4 – Biały pionek · f4 – Biały goniec · a3 – Biały pionek · c3 – Biały skoczek · f3 – Biały hetman · h3 – Biały pionek · b2 – Biały pionek · c2 – Biały pionek · e2 – Biały goniec · f2 – Biały pionek · g2 – Biały pionek · a1 – Biała wieża · e1 – Biały król · h1 – Biała wieża | c8 – Czarny król · d8 – Czarna wieża · g8 – Czarny skoczek · h8 – Czarna wieża · a7 – Czarny pionek · b7 – Czarny pionek · d7 – Czarny skoczek · f7 – Czarny pionek · g7 – Czarny pionek · h7 – Czarny pionek · c6 – Czarny pionek · e6 – Czarny pionek · a5 – Czarny hetman · b4 – Czarny goniec · d4 – Biały pionek · f4 – Biały goniec · a3 – Biały pionek · c3 – Biały skoczek · f3 – Biały hetman · h3 – Biały pionek · b2 – Biały pionek · c2 – Biały pionek · e2 – Biały goniec · f2 – Biały pionek · g2 – Biały pionek · a1 – Biała wieża · e1 – Biały król · h1 – Biała wieża | c8 – Czarny król · d8 – Czarna wieża · g8 – Czarny skoczek · h8 – Czarna wieża · a7 – Czarny pionek · b7 – Czarny pionek · d7 – Czarny skoczek · f7 – Czarny pionek · g7 – Czarny pionek · h7 – Czarny pionek · c6 – Czarny pionek · e6 – Czarny pionek · a5 – Czarny hetman · b4 – Czarny goniec · d4 – Biały pionek · f4 – Biały goniec · a3 – Biały pionek · c3 – Biały skoczek · f3 – Biały hetman · h3 – Biały pionek · b2 – Biały pionek · c2 – Biały pionek · e2 – Biały goniec · f2 – Biały pionek · g2 – Biały pionek · a1 – Biała wieża · e1 – Biały król · h1 – Biała wieża | c8 – Czarny król · d8 – Czarna wieża · g8 – Czarny skoczek · h8 – Czarna wieża · a7 – Czarny pionek · b7 – Czarny pionek · d7 – Czarny skoczek · f7 – Czarny pionek · g7 – Czarny pionek · h7 – Czarny pionek · c6 – Czarny pionek · e6 – Czarny pionek · a5 – Czarny hetman · b4 – Czarny goniec · d4 – Biały pionek · f4 – Biały goniec · a3 – Biały pionek · c3 – Biały skoczek · f3 – Biały hetman · h3 – Biały pionek · b2 – Biały pionek · c2 – Biały pionek · e2 – Biały goniec · f2 – Biały pionek · g2 – Biały pionek · a1 – Biała wieża · e1 – Biały król · h1 – Biała wieża | c8 – Czarny król · d8 – Czarna wieża · g8 – Czarny skoczek · h8 – Czarna wieża · a7 – Czarny pionek · b7 – Czarny pionek · d7 – Czarny skoczek · f7 – Czarny pionek · g7 – Czarny pionek · h7 – Czarny pionek · c6 – Czarny pionek · e6 – Czarny pionek · a5 – Czarny hetman · b4 – Czarny goniec · d4 – Biały pionek · f4 – Biały goniec · a3 – Biały pionek · c3 – Biały skoczek · f3 – Biały hetman · h3 – Biały pionek · b2 – Biały pionek · c2 – Biały pionek · e2 – Biały goniec · f2 – Biały pionek · g2 – Biały pionek · a1 – Biała wieża · e1 – Biały król · h1 – Biała wieża | c8 – Czarny król · d8 – Czarna wieża · g8 – Czarny skoczek · h8 – Czarna wieża · a7 – Czarny pionek · b7 – Czarny pionek · d7 – Czarny skoczek · f7 – Czarny pionek · g7 – Czarny pionek · h7 – Czarny pionek · c6 – Czarny pionek · e6 – Czarny pionek · a5 – Czarny hetman · b4 – Czarny goniec · d4 – Biały pionek · f4 – Biały goniec · a3 – Biały pionek · c3 – Biały skoczek · f3 – Biały hetman · h3 – Biały pionek · b2 – Biały pionek · c2 – Biały pionek · e2 – Biały goniec · f2 – Biały pionek · g2 – Biały pionek · a1 – Biała wieża · e1 – Biały król · h1 – Biała wieża | c8 – Czarny król · d8 – Czarna wieża · g8 – Czarny skoczek · h8 – Czarna wieża · a7 – Czarny pionek · b7 – Czarny pionek · d7 – Czarny skoczek · f7 – Czarny pionek · g7 – Czarny pionek · h7 – Czarny pionek · c6 – Czarny pionek · e6 – Czarny pionek · a5 – Czarny hetman · b4 – Czarny goniec · d4 – Biały pionek · f4 – Biały goniec · a3 – Biały pionek · c3 – Biały skoczek · f3 – Biały hetman · h3 – Biały pionek · b2 – Biały pionek · c2 – Biały pionek · e2 – Biały goniec · f2 – Biały pionek · g2 – Biały pionek · a1 – Biała wieża · e1 – Biały król · h1 – Biała wieża | 7 |
| 6 | c8 – Czarny król · d8 – Czarna wieża · g8 – Czarny skoczek · h8 – Czarna wieża · a7 – Czarny pionek · b7 – Czarny pionek · d7 – Czarny skoczek · f7 – Czarny pionek · g7 – Czarny pionek · h7 – Czarny pionek · c6 – Czarny pionek · e6 – Czarny pionek · a5 – Czarny hetman · b4 – Czarny goniec · d4 – Biały pionek · f4 – Biały goniec · a3 – Biały pionek · c3 – Biały skoczek · f3 – Biały hetman · h3 – Biały pionek · b2 – Biały pionek · c2 – Biały pionek · e2 – Biały goniec · f2 – Biały pionek · g2 – Biały pionek · a1 – Biała wieża · e1 – Biały król · h1 – Biała wieża | c8 – Czarny król · d8 – Czarna wieża · g8 – Czarny skoczek · h8 – Czarna wieża · a7 – Czarny pionek · b7 – Czarny pionek · d7 – Czarny skoczek · f7 – Czarny pionek · g7 – Czarny pionek · h7 – Czarny pionek · c6 – Czarny pionek · e6 – Czarny pionek · a5 – Czarny hetman · b4 – Czarny goniec · d4 – Biały pionek · f4 – Biały goniec · a3 – Biały pionek · c3 – Biały skoczek · f3 – Biały hetman · h3 – Biały pionek · b2 – Biały pionek · c2 – Biały pionek · e2 – Biały goniec · f2 – Biały pionek · g2 – Biały pionek · a1 – Biała wieża · e1 – Biały król · h1 – Biała wieża | c8 – Czarny król · d8 – Czarna wieża · g8 – Czarny skoczek · h8 – Czarna wieża · a7 – Czarny pionek · b7 – Czarny pionek · d7 – Czarny skoczek · f7 – Czarny pionek · g7 – Czarny pionek · h7 – Czarny pionek · c6 – Czarny pionek · e6 – Czarny pionek · a5 – Czarny hetman · b4 – Czarny goniec · d4 – Biały pionek · f4 – Biały goniec · a3 – Biały pionek · c3 – Biały skoczek · f3 – Biały hetman · h3 – Biały pionek · b2 – Biały pionek · c2 – Biały pionek · e2 – Biały goniec · f2 – Biały pionek · g2 – Biały pionek · a1 – Biała wieża · e1 – Biały król · h1 – Biała wieża | c8 – Czarny król · d8 – Czarna wieża · g8 – Czarny skoczek · h8 – Czarna wieża · a7 – Czarny pionek · b7 – Czarny pionek · d7 – Czarny skoczek · f7 – Czarny pionek · g7 – Czarny pionek · h7 – Czarny pionek · c6 – Czarny pionek · e6 – Czarny pionek · a5 – Czarny hetman · b4 – Czarny goniec · d4 – Biały pionek · f4 – Biały goniec · a3 – Biały pionek · c3 – Biały skoczek · f3 – Biały hetman · h3 – Biały pionek · b2 – Biały pionek · c2 – Biały pionek · e2 – Biały goniec · f2 – Biały pionek · g2 – Biały pionek · a1 – Biała wieża · e1 – Biały król · h1 – Biała wieża | c8 – Czarny król · d8 – Czarna wieża · g8 – Czarny skoczek · h8 – Czarna wieża · a7 – Czarny pionek · b7 – Czarny pionek · d7 – Czarny skoczek · f7 – Czarny pionek · g7 – Czarny pionek · h7 – Czarny pionek · c6 – Czarny pionek · e6 – Czarny pionek · a5 – Czarny hetman · b4 – Czarny goniec · d4 – Biały pionek · f4 – Biały goniec · a3 – Biały pionek · c3 – Biały skoczek · f3 – Biały hetman · h3 – Biały pionek · b2 – Biały pionek · c2 – Biały pionek · e2 – Biały goniec · f2 – Biały pionek · g2 – Biały pionek · a1 – Biała wieża · e1 – Biały król · h1 – Biała wieża | c8 – Czarny król · d8 – Czarna wieża · g8 – Czarny skoczek · h8 – Czarna wieża · a7 – Czarny pionek · b7 – Czarny pionek · d7 – Czarny skoczek · f7 – Czarny pionek · g7 – Czarny pionek · h7 – Czarny pionek · c6 – Czarny pionek · e6 – Czarny pionek · a5 – Czarny hetman · b4 – Czarny goniec · d4 – Biały pionek · f4 – Biały goniec · a3 – Biały pionek · c3 – Biały skoczek · f3 – Biały hetman · h3 – Biały pionek · b2 – Biały pionek · c2 – Biały pionek · e2 – Biały goniec · f2 – Biały pionek · g2 – Biały pionek · a1 – Biała wieża · e1 – Biały król · h1 – Biała wieża | c8 – Czarny król · d8 – Czarna wieża · g8 – Czarny skoczek · h8 – Czarna wieża · a7 – Czarny pionek · b7 – Czarny pionek · d7 – Czarny skoczek · f7 – Czarny pionek · g7 – Czarny pionek · h7 – Czarny pionek · c6 – Czarny pionek · e6 – Czarny pionek · a5 – Czarny hetman · b4 – Czarny goniec · d4 – Biały pionek · f4 – Biały goniec · a3 – Biały pionek · c3 – Biały skoczek · f3 – Biały hetman · h3 – Biały pionek · b2 – Biały pionek · c2 – Biały pionek · e2 – Biały goniec · f2 – Biały pionek · g2 – Biały pionek · a1 – Biała wieża · e1 – Biały król · h1 – Biała wieża | c8 – Czarny król · d8 – Czarna wieża · g8 – Czarny skoczek · h8 – Czarna wieża · a7 – Czarny pionek · b7 – Czarny pionek · d7 – Czarny skoczek · f7 – Czarny pionek · g7 – Czarny pionek · h7 – Czarny pionek · c6 – Czarny pionek · e6 – Czarny pionek · a5 – Czarny hetman · b4 – Czarny goniec · d4 – Biały pionek · f4 – Biały goniec · a3 – Biały pionek · c3 – Biały skoczek · f3 – Biały hetman · h3 – Biały pionek · b2 – Biały pionek · c2 – Biały pionek · e2 – Biały goniec · f2 – Biały pionek · g2 – Biały pionek · a1 – Biała wieża · e1 – Biały król · h1 – Biała wieża | 6 |
| 5 | c8 – Czarny król · d8 – Czarna wieża · g8 – Czarny skoczek · h8 – Czarna wieża · a7 – Czarny pionek · b7 – Czarny pionek · d7 – Czarny skoczek · f7 – Czarny pionek · g7 – Czarny pionek · h7 – Czarny pionek · c6 – Czarny pionek · e6 – Czarny pionek · a5 – Czarny hetman · b4 – Czarny goniec · d4 – Biały pionek · f4 – Biały goniec · a3 – Biały pionek · c3 – Biały skoczek · f3 – Biały hetman · h3 – Biały pionek · b2 – Biały pionek · c2 – Biały pionek · e2 – Biały goniec · f2 – Biały pionek · g2 – Biały pionek · a1 – Biała wieża · e1 – Biały król · h1 – Biała wieża | c8 – Czarny król · d8 – Czarna wieża · g8 – Czarny skoczek · h8 – Czarna wieża · a7 – Czarny pionek · b7 – Czarny pionek · d7 – Czarny skoczek · f7 – Czarny pionek · g7 – Czarny pionek · h7 – Czarny pionek · c6 – Czarny pionek · e6 – Czarny pionek · a5 – Czarny hetman · b4 – Czarny goniec · d4 – Biały pionek · f4 – Biały goniec · a3 – Biały pionek · c3 – Biały skoczek · f3 – Biały hetman · h3 – Biały pionek · b2 – Biały pionek · c2 – Biały pionek · e2 – Biały goniec · f2 – Biały pionek · g2 – Biały pionek · a1 – Biała wieża · e1 – Biały król · h1 – Biała wieża | c8 – Czarny król · d8 – Czarna wieża · g8 – Czarny skoczek · h8 – Czarna wieża · a7 – Czarny pionek · b7 – Czarny pionek · d7 – Czarny skoczek · f7 – Czarny pionek · g7 – Czarny pionek · h7 – Czarny pionek · c6 – Czarny pionek · e6 – Czarny pionek · a5 – Czarny hetman · b4 – Czarny goniec · d4 – Biały pionek · f4 – Biały goniec · a3 – Biały pionek · c3 – Biały skoczek · f3 – Biały hetman · h3 – Biały pionek · b2 – Biały pionek · c2 – Biały pionek · e2 – Biały goniec · f2 – Biały pionek · g2 – Biały pionek · a1 – Biała wieża · e1 – Biały król · h1 – Biała wieża | c8 – Czarny król · d8 – Czarna wieża · g8 – Czarny skoczek · h8 – Czarna wieża · a7 – Czarny pionek · b7 – Czarny pionek · d7 – Czarny skoczek · f7 – Czarny pionek · g7 – Czarny pionek · h7 – Czarny pionek · c6 – Czarny pionek · e6 – Czarny pionek · a5 – Czarny hetman · b4 – Czarny goniec · d4 – Biały pionek · f4 – Biały goniec · a3 – Biały pionek · c3 – Biały skoczek · f3 – Biały hetman · h3 – Biały pionek · b2 – Biały pionek · c2 – Biały pionek · e2 – Biały goniec · f2 – Biały pionek · g2 – Biały pionek · a1 – Biała wieża · e1 – Biały król · h1 – Biała wieża | c8 – Czarny król · d8 – Czarna wieża · g8 – Czarny skoczek · h8 – Czarna wieża · a7 – Czarny pionek · b7 – Czarny pionek · d7 – Czarny skoczek · f7 – Czarny pionek · g7 – Czarny pionek · h7 – Czarny pionek · c6 – Czarny pionek · e6 – Czarny pionek · a5 – Czarny hetman · b4 – Czarny goniec · d4 – Biały pionek · f4 – Biały goniec · a3 – Biały pionek · c3 – Biały skoczek · f3 – Biały hetman · h3 – Biały pionek · b2 – Biały pionek · c2 – Biały pionek · e2 – Biały goniec · f2 – Biały pionek · g2 – Biały pionek · a1 – Biała wieża · e1 – Biały król · h1 – Biała wieża | c8 – Czarny król · d8 – Czarna wieża · g8 – Czarny skoczek · h8 – Czarna wieża · a7 – Czarny pionek · b7 – Czarny pionek · d7 – Czarny skoczek · f7 – Czarny pionek · g7 – Czarny pionek · h7 – Czarny pionek · c6 – Czarny pionek · e6 – Czarny pionek · a5 – Czarny hetman · b4 – Czarny goniec · d4 – Biały pionek · f4 – Biały goniec · a3 – Biały pionek · c3 – Biały skoczek · f3 – Biały hetman · h3 – Biały pionek · b2 – Biały pionek · c2 – Biały pionek · e2 – Biały goniec · f2 – Biały pionek · g2 – Biały pionek · a1 – Biała wieża · e1 – Biały król · h1 – Biała wieża | c8 – Czarny król · d8 – Czarna wieża · g8 – Czarny skoczek · h8 – Czarna wieża · a7 – Czarny pionek · b7 – Czarny pionek · d7 – Czarny skoczek · f7 – Czarny pionek · g7 – Czarny pionek · h7 – Czarny pionek · c6 – Czarny pionek · e6 – Czarny pionek · a5 – Czarny hetman · b4 – Czarny goniec · d4 – Biały pionek · f4 – Biały goniec · a3 – Biały pionek · c3 – Biały skoczek · f3 – Biały hetman · h3 – Biały pionek · b2 – Biały pionek · c2 – Biały pionek · e2 – Biały goniec · f2 – Biały pionek · g2 – Biały pionek · a1 – Biała wieża · e1 – Biały król · h1 – Biała wieża | c8 – Czarny król · d8 – Czarna wieża · g8 – Czarny skoczek · h8 – Czarna wieża · a7 – Czarny pionek · b7 – Czarny pionek · d7 – Czarny skoczek · f7 – Czarny pionek · g7 – Czarny pionek · h7 – Czarny pionek · c6 – Czarny pionek · e6 – Czarny pionek · a5 – Czarny hetman · b4 – Czarny goniec · d4 – Biały pionek · f4 – Biały goniec · a3 – Biały pionek · c3 – Biały skoczek · f3 – Biały hetman · h3 – Biały pionek · b2 – Biały pionek · c2 – Biały pionek · e2 – Biały goniec · f2 – Biały pionek · g2 – Biały pionek · a1 – Biała wieża · e1 – Biały król · h1 – Biała wieża | 5 |
| 4 | c8 – Czarny król · d8 – Czarna wieża · g8 – Czarny skoczek · h8 – Czarna wieża · a7 – Czarny pionek · b7 – Czarny pionek · d7 – Czarny skoczek · f7 – Czarny pionek · g7 – Czarny pionek · h7 – Czarny pionek · c6 – Czarny pionek · e6 – Czarny pionek · a5 – Czarny hetman · b4 – Czarny goniec · d4 – Biały pionek · f4 – Biały goniec · a3 – Biały pionek · c3 – Biały skoczek · f3 – Biały hetman · h3 – Biały pionek · b2 – Biały pionek · c2 – Biały pionek · e2 – Biały goniec · f2 – Biały pionek · g2 – Biały pionek · a1 – Biała wieża · e1 – Biały król · h1 – Biała wieża | c8 – Czarny król · d8 – Czarna wieża · g8 – Czarny skoczek · h8 – Czarna wieża · a7 – Czarny pionek · b7 – Czarny pionek · d7 – Czarny skoczek · f7 – Czarny pionek · g7 – Czarny pionek · h7 – Czarny pionek · c6 – Czarny pionek · e6 – Czarny pionek · a5 – Czarny hetman · b4 – Czarny goniec · d4 – Biały pionek · f4 – Biały goniec · a3 – Biały pionek · c3 – Biały skoczek · f3 – Biały hetman · h3 – Biały pionek · b2 – Biały pionek · c2 – Biały pionek · e2 – Biały goniec · f2 – Biały pionek · g2 – Biały pionek · a1 – Biała wieża · e1 – Biały król · h1 – Biała wieża | c8 – Czarny król · d8 – Czarna wieża · g8 – Czarny skoczek · h8 – Czarna wieża · a7 – Czarny pionek · b7 – Czarny pionek · d7 – Czarny skoczek · f7 – Czarny pionek · g7 – Czarny pionek · h7 – Czarny pionek · c6 – Czarny pionek · e6 – Czarny pionek · a5 – Czarny hetman · b4 – Czarny goniec · d4 – Biały pionek · f4 – Biały goniec · a3 – Biały pionek · c3 – Biały skoczek · f3 – Biały hetman · h3 – Biały pionek · b2 – Biały pionek · c2 – Biały pionek · e2 – Biały goniec · f2 – Biały pionek · g2 – Biały pionek · a1 – Biała wieża · e1 – Biały król · h1 – Biała wieża | c8 – Czarny król · d8 – Czarna wieża · g8 – Czarny skoczek · h8 – Czarna wieża · a7 – Czarny pionek · b7 – Czarny pionek · d7 – Czarny skoczek · f7 – Czarny pionek · g7 – Czarny pionek · h7 – Czarny pionek · c6 – Czarny pionek · e6 – Czarny pionek · a5 – Czarny hetman · b4 – Czarny goniec · d4 – Biały pionek · f4 – Biały goniec · a3 – Biały pionek · c3 – Biały skoczek · f3 – Biały hetman · h3 – Biały pionek · b2 – Biały pionek · c2 – Biały pionek · e2 – Biały goniec · f2 – Biały pionek · g2 – Biały pionek · a1 – Biała wieża · e1 – Biały król · h1 – Biała wieża | c8 – Czarny król · d8 – Czarna wieża · g8 – Czarny skoczek · h8 – Czarna wieża · a7 – Czarny pionek · b7 – Czarny pionek · d7 – Czarny skoczek · f7 – Czarny pionek · g7 – Czarny pionek · h7 – Czarny pionek · c6 – Czarny pionek · e6 – Czarny pionek · a5 – Czarny hetman · b4 – Czarny goniec · d4 – Biały pionek · f4 – Biały goniec · a3 – Biały pionek · c3 – Biały skoczek · f3 – Biały hetman · h3 – Biały pionek · b2 – Biały pionek · c2 – Biały pionek · e2 – Biały goniec · f2 – Biały pionek · g2 – Biały pionek · a1 – Biała wieża · e1 – Biały król · h1 – Biała wieża | c8 – Czarny król · d8 – Czarna wieża · g8 – Czarny skoczek · h8 – Czarna wieża · a7 – Czarny pionek · b7 – Czarny pionek · d7 – Czarny skoczek · f7 – Czarny pionek · g7 – Czarny pionek · h7 – Czarny pionek · c6 – Czarny pionek · e6 – Czarny pionek · a5 – Czarny hetman · b4 – Czarny goniec · d4 – Biały pionek · f4 – Biały goniec · a3 – Biały pionek · c3 – Biały skoczek · f3 – Biały hetman · h3 – Biały pionek · b2 – Biały pionek · c2 – Biały pionek · e2 – Biały goniec · f2 – Biały pionek · g2 – Biały pionek · a1 – Biała wieża · e1 – Biały król · h1 – Biała wieża | c8 – Czarny król · d8 – Czarna wieża · g8 – Czarny skoczek · h8 – Czarna wieża · a7 – Czarny pionek · b7 – Czarny pionek · d7 – Czarny skoczek · f7 – Czarny pionek · g7 – Czarny pionek · h7 – Czarny pionek · c6 – Czarny pionek · e6 – Czarny pionek · a5 – Czarny hetman · b4 – Czarny goniec · d4 – Biały pionek · f4 – Biały goniec · a3 – Biały pionek · c3 – Biały skoczek · f3 – Biały hetman · h3 – Biały pionek · b2 – Biały pionek · c2 – Biały pionek · e2 – Biały goniec · f2 – Biały pionek · g2 – Biały pionek · a1 – Biała wieża · e1 – Biały król · h1 – Biała wieża | c8 – Czarny król · d8 – Czarna wieża · g8 – Czarny skoczek · h8 – Czarna wieża · a7 – Czarny pionek · b7 – Czarny pionek · d7 – Czarny skoczek · f7 – Czarny pionek · g7 – Czarny pionek · h7 – Czarny pionek · c6 – Czarny pionek · e6 – Czarny pionek · a5 – Czarny hetman · b4 – Czarny goniec · d4 – Biały pionek · f4 – Biały goniec · a3 – Biały pionek · c3 – Biały skoczek · f3 – Biały hetman · h3 – Biały pionek · b2 – Biały pionek · c2 – Biały pionek · e2 – Biały goniec · f2 – Biały pionek · g2 – Biały pionek · a1 – Biała wieża · e1 – Biały król · h1 – Biała wieża | 4 |
| 3 | c8 – Czarny król · d8 – Czarna wieża · g8 – Czarny skoczek · h8 – Czarna wieża · a7 – Czarny pionek · b7 – Czarny pionek · d7 – Czarny skoczek · f7 – Czarny pionek · g7 – Czarny pionek · h7 – Czarny pionek · c6 – Czarny pionek · e6 – Czarny pionek · a5 – Czarny hetman · b4 – Czarny goniec · d4 – Biały pionek · f4 – Biały goniec · a3 – Biały pionek · c3 – Biały skoczek · f3 – Biały hetman · h3 – Biały pionek · b2 – Biały pionek · c2 – Biały pionek · e2 – Biały goniec · f2 – Biały pionek · g2 – Biały pionek · a1 – Biała wieża · e1 – Biały król · h1 – Biała wieża | c8 – Czarny król · d8 – Czarna wieża · g8 – Czarny skoczek · h8 – Czarna wieża · a7 – Czarny pionek · b7 – Czarny pionek · d7 – Czarny skoczek · f7 – Czarny pionek · g7 – Czarny pionek · h7 – Czarny pionek · c6 – Czarny pionek · e6 – Czarny pionek · a5 – Czarny hetman · b4 – Czarny goniec · d4 – Biały pionek · f4 – Biały goniec · a3 – Biały pionek · c3 – Biały skoczek · f3 – Biały hetman · h3 – Biały pionek · b2 – Biały pionek · c2 – Biały pionek · e2 – Biały goniec · f2 – Biały pionek · g2 – Biały pionek · a1 – Biała wieża · e1 – Biały król · h1 – Biała wieża | c8 – Czarny król · d8 – Czarna wieża · g8 – Czarny skoczek · h8 – Czarna wieża · a7 – Czarny pionek · b7 – Czarny pionek · d7 – Czarny skoczek · f7 – Czarny pionek · g7 – Czarny pionek · h7 – Czarny pionek · c6 – Czarny pionek · e6 – Czarny pionek · a5 – Czarny hetman · b4 – Czarny goniec · d4 – Biały pionek · f4 – Biały goniec · a3 – Biały pionek · c3 – Biały skoczek · f3 – Biały hetman · h3 – Biały pionek · b2 – Biały pionek · c2 – Biały pionek · e2 – Biały goniec · f2 – Biały pionek · g2 – Biały pionek · a1 – Biała wieża · e1 – Biały król · h1 – Biała wieża | c8 – Czarny król · d8 – Czarna wieża · g8 – Czarny skoczek · h8 – Czarna wieża · a7 – Czarny pionek · b7 – Czarny pionek · d7 – Czarny skoczek · f7 – Czarny pionek · g7 – Czarny pionek · h7 – Czarny pionek · c6 – Czarny pionek · e6 – Czarny pionek · a5 – Czarny hetman · b4 – Czarny goniec · d4 – Biały pionek · f4 – Biały goniec · a3 – Biały pionek · c3 – Biały skoczek · f3 – Biały hetman · h3 – Biały pionek · b2 – Biały pionek · c2 – Biały pionek · e2 – Biały goniec · f2 – Biały pionek · g2 – Biały pionek · a1 – Biała wieża · e1 – Biały król · h1 – Biała wieża | c8 – Czarny król · d8 – Czarna wieża · g8 – Czarny skoczek · h8 – Czarna wieża · a7 – Czarny pionek · b7 – Czarny pionek · d7 – Czarny skoczek · f7 – Czarny pionek · g7 – Czarny pionek · h7 – Czarny pionek · c6 – Czarny pionek · e6 – Czarny pionek · a5 – Czarny hetman · b4 – Czarny goniec · d4 – Biały pionek · f4 – Biały goniec · a3 – Biały pionek · c3 – Biały skoczek · f3 – Biały hetman · h3 – Biały pionek · b2 – Biały pionek · c2 – Biały pionek · e2 – Biały goniec · f2 – Biały pionek · g2 – Biały pionek · a1 – Biała wieża · e1 – Biały król · h1 – Biała wieża | c8 – Czarny król · d8 – Czarna wieża · g8 – Czarny skoczek · h8 – Czarna wieża · a7 – Czarny pionek · b7 – Czarny pionek · d7 – Czarny skoczek · f7 – Czarny pionek · g7 – Czarny pionek · h7 – Czarny pionek · c6 – Czarny pionek · e6 – Czarny pionek · a5 – Czarny hetman · b4 – Czarny goniec · d4 – Biały pionek · f4 – Biały goniec · a3 – Biały pionek · c3 – Biały skoczek · f3 – Biały hetman · h3 – Biały pionek · b2 – Biały pionek · c2 – Biały pionek · e2 – Biały goniec · f2 – Biały pionek · g2 – Biały pionek · a1 – Biała wieża · e1 – Biały król · h1 – Biała wieża | c8 – Czarny król · d8 – Czarna wieża · g8 – Czarny skoczek · h8 – Czarna wieża · a7 – Czarny pionek · b7 – Czarny pionek · d7 – Czarny skoczek · f7 – Czarny pionek · g7 – Czarny pionek · h7 – Czarny pionek · c6 – Czarny pionek · e6 – Czarny pionek · a5 – Czarny hetman · b4 – Czarny goniec · d4 – Biały pionek · f4 – Biały goniec · a3 – Biały pionek · c3 – Biały skoczek · f3 – Biały hetman · h3 – Biały pionek · b2 – Biały pionek · c2 – Biały pionek · e2 – Biały goniec · f2 – Biały pionek · g2 – Biały pionek · a1 – Biała wieża · e1 – Biały król · h1 – Biała wieża | c8 – Czarny król · d8 – Czarna wieża · g8 – Czarny skoczek · h8 – Czarna wieża · a7 – Czarny pionek · b7 – Czarny pionek · d7 – Czarny skoczek · f7 – Czarny pionek · g7 – Czarny pionek · h7 – Czarny pionek · c6 – Czarny pionek · e6 – Czarny pionek · a5 – Czarny hetman · b4 – Czarny goniec · d4 – Biały pionek · f4 – Biały goniec · a3 – Biały pionek · c3 – Biały skoczek · f3 – Biały hetman · h3 – Biały pionek · b2 – Biały pionek · c2 – Biały pionek · e2 – Biały goniec · f2 – Biały pionek · g2 – Biały pionek · a1 – Biała wieża · e1 – Biały król · h1 – Biała wieża | 3 |
| 2 | c8 – Czarny król · d8 – Czarna wieża · g8 – Czarny skoczek · h8 – Czarna wieża · a7 – Czarny pionek · b7 – Czarny pionek · d7 – Czarny skoczek · f7 – Czarny pionek · g7 – Czarny pionek · h7 – Czarny pionek · c6 – Czarny pionek · e6 – Czarny pionek · a5 – Czarny hetman · b4 – Czarny goniec · d4 – Biały pionek · f4 – Biały goniec · a3 – Biały pionek · c3 – Biały skoczek · f3 – Biały hetman · h3 – Biały pionek · b2 – Biały pionek · c2 – Biały pionek · e2 – Biały goniec · f2 – Biały pionek · g2 – Biały pionek · a1 – Biała wieża · e1 – Biały król · h1 – Biała wieża | c8 – Czarny król · d8 – Czarna wieża · g8 – Czarny skoczek · h8 – Czarna wieża · a7 – Czarny pionek · b7 – Czarny pionek · d7 – Czarny skoczek · f7 – Czarny pionek · g7 – Czarny pionek · h7 – Czarny pionek · c6 – Czarny pionek · e6 – Czarny pionek · a5 – Czarny hetman · b4 – Czarny goniec · d4 – Biały pionek · f4 – Biały goniec · a3 – Biały pionek · c3 – Biały skoczek · f3 – Biały hetman · h3 – Biały pionek · b2 – Biały pionek · c2 – Biały pionek · e2 – Biały goniec · f2 – Biały pionek · g2 – Biały pionek · a1 – Biała wieża · e1 – Biały król · h1 – Biała wieża | c8 – Czarny król · d8 – Czarna wieża · g8 – Czarny skoczek · h8 – Czarna wieża · a7 – Czarny pionek · b7 – Czarny pionek · d7 – Czarny skoczek · f7 – Czarny pionek · g7 – Czarny pionek · h7 – Czarny pionek · c6 – Czarny pionek · e6 – Czarny pionek · a5 – Czarny hetman · b4 – Czarny goniec · d4 – Biały pionek · f4 – Biały goniec · a3 – Biały pionek · c3 – Biały skoczek · f3 – Biały hetman · h3 – Biały pionek · b2 – Biały pionek · c2 – Biały pionek · e2 – Biały goniec · f2 – Biały pionek · g2 – Biały pionek · a1 – Biała wieża · e1 – Biały król · h1 – Biała wieża | c8 – Czarny król · d8 – Czarna wieża · g8 – Czarny skoczek · h8 – Czarna wieża · a7 – Czarny pionek · b7 – Czarny pionek · d7 – Czarny skoczek · f7 – Czarny pionek · g7 – Czarny pionek · h7 – Czarny pionek · c6 – Czarny pionek · e6 – Czarny pionek · a5 – Czarny hetman · b4 – Czarny goniec · d4 – Biały pionek · f4 – Biały goniec · a3 – Biały pionek · c3 – Biały skoczek · f3 – Biały hetman · h3 – Biały pionek · b2 – Biały pionek · c2 – Biały pionek · e2 – Biały goniec · f2 – Biały pionek · g2 – Biały pionek · a1 – Biała wieża · e1 – Biały król · h1 – Biała wieża | c8 – Czarny król · d8 – Czarna wieża · g8 – Czarny skoczek · h8 – Czarna wieża · a7 – Czarny pionek · b7 – Czarny pionek · d7 – Czarny skoczek · f7 – Czarny pionek · g7 – Czarny pionek · h7 – Czarny pionek · c6 – Czarny pionek · e6 – Czarny pionek · a5 – Czarny hetman · b4 – Czarny goniec · d4 – Biały pionek · f4 – Biały goniec · a3 – Biały pionek · c3 – Biały skoczek · f3 – Biały hetman · h3 – Biały pionek · b2 – Biały pionek · c2 – Biały pionek · e2 – Biały goniec · f2 – Biały pionek · g2 – Biały pionek · a1 – Biała wieża · e1 – Biały król · h1 – Biała wieża | c8 – Czarny król · d8 – Czarna wieża · g8 – Czarny skoczek · h8 – Czarna wieża · a7 – Czarny pionek · b7 – Czarny pionek · d7 – Czarny skoczek · f7 – Czarny pionek · g7 – Czarny pionek · h7 – Czarny pionek · c6 – Czarny pionek · e6 – Czarny pionek · a5 – Czarny hetman · b4 – Czarny goniec · d4 – Biały pionek · f4 – Biały goniec · a3 – Biały pionek · c3 – Biały skoczek · f3 – Biały hetman · h3 – Biały pionek · b2 – Biały pionek · c2 – Biały pionek · e2 – Biały goniec · f2 – Biały pionek · g2 – Biały pionek · a1 – Biała wieża · e1 – Biały król · h1 – Biała wieża | c8 – Czarny król · d8 – Czarna wieża · g8 – Czarny skoczek · h8 – Czarna wieża · a7 – Czarny pionek · b7 – Czarny pionek · d7 – Czarny skoczek · f7 – Czarny pionek · g7 – Czarny pionek · h7 – Czarny pionek · c6 – Czarny pionek · e6 – Czarny pionek · a5 – Czarny hetman · b4 – Czarny goniec · d4 – Biały pionek · f4 – Biały goniec · a3 – Biały pionek · c3 – Biały skoczek · f3 – Biały hetman · h3 – Biały pionek · b2 – Biały pionek · c2 – Biały pionek · e2 – Biały goniec · f2 – Biały pionek · g2 – Biały pionek · a1 – Biała wieża · e1 – Biały król · h1 – Biała wieża | c8 – Czarny król · d8 – Czarna wieża · g8 – Czarny skoczek · h8 – Czarna wieża · a7 – Czarny pionek · b7 – Czarny pionek · d7 – Czarny skoczek · f7 – Czarny pionek · g7 – Czarny pionek · h7 – Czarny pionek · c6 – Czarny pionek · e6 – Czarny pionek · a5 – Czarny hetman · b4 – Czarny goniec · d4 – Biały pionek · f4 – Biały goniec · a3 – Biały pionek · c3 – Biały skoczek · f3 – Biały hetman · h3 – Biały pionek · b2 – Biały pionek · c2 – Biały pionek · e2 – Biały goniec · f2 – Biały pionek · g2 – Biały pionek · a1 – Biała wieża · e1 – Biały król · h1 – Biała wieża | 2 |
| 1 | c8 – Czarny król · d8 – Czarna wieża · g8 – Czarny skoczek · h8 – Czarna wieża · a7 – Czarny pionek · b7 – Czarny pionek · d7 – Czarny skoczek · f7 – Czarny pionek · g7 – Czarny pionek · h7 – Czarny pionek · c6 – Czarny pionek · e6 – Czarny pionek · a5 – Czarny hetman · b4 – Czarny goniec · d4 – Biały pionek · f4 – Biały goniec · a3 – Biały pionek · c3 – Biały skoczek · f3 – Biały hetman · h3 – Biały pionek · b2 – Biały pionek · c2 – Biały pionek · e2 – Biały goniec · f2 – Biały pionek · g2 – Biały pionek · a1 – Biała wieża · e1 – Biały król · h1 – Biała wieża | c8 – Czarny król · d8 – Czarna wieża · g8 – Czarny skoczek · h8 – Czarna wieża · a7 – Czarny pionek · b7 – Czarny pionek · d7 – Czarny skoczek · f7 – Czarny pionek · g7 – Czarny pionek · h7 – Czarny pionek · c6 – Czarny pionek · e6 – Czarny pionek · a5 – Czarny hetman · b4 – Czarny goniec · d4 – Biały pionek · f4 – Biały goniec · a3 – Biały pionek · c3 – Biały skoczek · f3 – Biały hetman · h3 – Biały pionek · b2 – Biały pionek · c2 – Biały pionek · e2 – Biały goniec · f2 – Biały pionek · g2 – Biały pionek · a1 – Biała wieża · e1 – Biały król · h1 – Biała wieża | c8 – Czarny król · d8 – Czarna wieża · g8 – Czarny skoczek · h8 – Czarna wieża · a7 – Czarny pionek · b7 – Czarny pionek · d7 – Czarny skoczek · f7 – Czarny pionek · g7 – Czarny pionek · h7 – Czarny pionek · c6 – Czarny pionek · e6 – Czarny pionek · a5 – Czarny hetman · b4 – Czarny goniec · d4 – Biały pionek · f4 – Biały goniec · a3 – Biały pionek · c3 – Biały skoczek · f3 – Biały hetman · h3 – Biały pionek · b2 – Biały pionek · c2 – Biały pionek · e2 – Biały goniec · f2 – Biały pionek · g2 – Biały pionek · a1 – Biała wieża · e1 – Biały król · h1 – Biała wieża | c8 – Czarny król · d8 – Czarna wieża · g8 – Czarny skoczek · h8 – Czarna wieża · a7 – Czarny pionek · b7 – Czarny pionek · d7 – Czarny skoczek · f7 – Czarny pionek · g7 – Czarny pionek · h7 – Czarny pionek · c6 – Czarny pionek · e6 – Czarny pionek · a5 – Czarny hetman · b4 – Czarny goniec · d4 – Biały pionek · f4 – Biały goniec · a3 – Biały pionek · c3 – Biały skoczek · f3 – Biały hetman · h3 – Biały pionek · b2 – Biały pionek · c2 – Biały pionek · e2 – Biały goniec · f2 – Biały pionek · g2 – Biały pionek · a1 – Biała wieża · e1 – Biały król · h1 – Biała wieża | c8 – Czarny król · d8 – Czarna wieża · g8 – Czarny skoczek · h8 – Czarna wieża · a7 – Czarny pionek · b7 – Czarny pionek · d7 – Czarny skoczek · f7 – Czarny pionek · g7 – Czarny pionek · h7 – Czarny pionek · c6 – Czarny pionek · e6 – Czarny pionek · a5 – Czarny hetman · b4 – Czarny goniec · d4 – Biały pionek · f4 – Biały goniec · a3 – Biały pionek · c3 – Biały skoczek · f3 – Biały hetman · h3 – Biały pionek · b2 – Biały pionek · c2 – Biały pionek · e2 – Biały goniec · f2 – Biały pionek · g2 – Biały pionek · a1 – Biała wieża · e1 – Biały król · h1 – Biała wieża | c8 – Czarny król · d8 – Czarna wieża · g8 – Czarny skoczek · h8 – Czarna wieża · a7 – Czarny pionek · b7 – Czarny pionek · d7 – Czarny skoczek · f7 – Czarny pionek · g7 – Czarny pionek · h7 – Czarny pionek · c6 – Czarny pionek · e6 – Czarny pionek · a5 – Czarny hetman · b4 – Czarny goniec · d4 – Biały pionek · f4 – Biały goniec · a3 – Biały pionek · c3 – Biały skoczek · f3 – Biały hetman · h3 – Biały pionek · b2 – Biały pionek · c2 – Biały pionek · e2 – Biały goniec · f2 – Biały pionek · g2 – Biały pionek · a1 – Biała wieża · e1 – Biały król · h1 – Biała wieża | c8 – Czarny król · d8 – Czarna wieża · g8 – Czarny skoczek · h8 – Czarna wieża · a7 – Czarny pionek · b7 – Czarny pionek · d7 – Czarny skoczek · f7 – Czarny pionek · g7 – Czarny pionek · h7 – Czarny pionek · c6 – Czarny pionek · e6 – Czarny pionek · a5 – Czarny hetman · b4 – Czarny goniec · d4 – Biały pionek · f4 – Biały goniec · a3 – Biały pionek · c3 – Biały skoczek · f3 – Biały hetman · h3 – Biały pionek · b2 – Biały pionek · c2 – Biały pionek · e2 – Biały goniec · f2 – Biały pionek · g2 – Biały pionek · a1 – Biała wieża · e1 – Biały król · h1 – Biała wieża | c8 – Czarny król · d8 – Czarna wieża · g8 – Czarny skoczek · h8 – Czarna wieża · a7 – Czarny pionek · b7 – Czarny pionek · d7 – Czarny skoczek · f7 – Czarny pionek · g7 – Czarny pionek · h7 – Czarny pionek · c6 – Czarny pionek · e6 – Czarny pionek · a5 – Czarny hetman · b4 – Czarny goniec · d4 – Biały pionek · f4 – Biały goniec · a3 – Biały pionek · c3 – Biały skoczek · f3 – Biały hetman · h3 – Biały pionek · b2 – Biały pionek · c2 – Biały pionek · e2 – Biały goniec · f2 – Biały pionek · g2 – Biały pionek · a1 – Biała wieża · e1 – Biały król · h1 – Biała wieża | 1 |
|   | a | b | c | d | e | f | g | h |   |

Esteban Canal był zwycięzcą w partii nazywanej peruwiańską nieśmiertelną partią, którą rozegrał w 1934 r. podczas symultany w Budapeszcie z nieznanym przeciwnikiem. W partii tej, trwającej zaledwie 14 posunięć,  poświęcił obie wieże, a następnie hetmana, by zakończyć pojedynek matem Bodena:
1.e4 d5 2.e:d5 H:d5 3.Sc3 Ha5 4.d4 c6 5.Sf3 Gg4 6.Gf4 e6 7.h3 G:f3 8.H:f3 Gb4 9.Ge2 Sd7 10.a3 O-O-O?? (diagram) 11.a:b4!! H:a1+ 12.Kd2! H:h1 13.H:c6+! b:c6 14.Ga6#